# Mario López Guglielmetti
Mario Humberto «Pitufo» López Guglielmetti (La Paz, Canelones, 29 de junio de 1960), exfutbolista y entrenador uruguayo. Jugó como puntero derecho y debutó en 1979 en el Liverpool Fútbol Club. 

## Trayectoria
En 1977, a los 15 años de edad, comenzó a jugar en las divisiones inferiores de Sud América. Tras abandonar el fútbol por un año, en 1979 se integra a la tercera división del Liverpool Fútbol Club y a los cuatro partidos el técnico Ángel Traverso lo hace debutar en primera frente a Rampla Juniors, partido en el que fue el mejor jugador de la cancha.
Apodado «El Pitufo», jugó como puntero derecho. Pasó por varios equipos uruguayos, antes de llegar al Club Nacional de Football en  1988, equipo con el que  obtuvo la copa Libertadores 1988 y la copa Intercontinental 1988.
En 1990, pasó al Toshiba F. C. de Japón. Jugó en ese país hasta 1997, pasando por varios equipos.
Regresó a Uruguay en 1998 para jugar en Miramar Misiones y, luego de un pasaje por Racing, se retiró en el 2000 jugando para El Tanque Sisley.
Antes de su retiro como jugador, en 1999 había obtenido el título de entrenador de fútbol en el Instituto Superior De Educación Física(ISEF). En 2000 comenzó a trabajar como entrenador en la escuela de fútbol de Nacional junto al exfutbolista Ernesto Vargas.
Desde 2002 y hasta fines de 2006 trabajó en Japón como entrenador de niños entre 5 y 15 años de edad, en varias escuela de fútbol y universidades. En 2007 se vinculó al club Náutico de Punta Gorda (Montevideo) y más tarde comenzó a trabajar con las divisiones inferiores del Danubio Fútbol Club.
En 2010, integró el cuerpo técnico de Miramar Misiones en la primera División junto al entrenador deportivo Roland Marcenaro y el preparador físico Luis Balseiro.
A partir de 2011 ejerce como entrenador de delanteros de todas las divisionales del Caracas Fútbol Club de Venezuela.
2012 trabaja como entrenador de un equipo de selección de Indonesia sub-19 que compite en el campeonato uruguayo.
En el 2013 en la Escuela de fútbol de Santiago Ostolaza, con niños de 4 a 12 años.
En el 2014 integra como asistente técnico de Mauricio Larriera en Racing FC de Montevideo, consiguiendo el segundo puesto del torneo apertura de ese año.
En el 2015 con el mismo cuerpo técnico dirigen Defensor Sporting, clasificando a la copa sudamericana 
2016/2019 En Montevideo City Torque integra el cuerpo técnico de 4.ª y 5.ª. 
En 2020, 3.ª y 4.ª de Montevideo City Torque

## Clubes

### Como futbolista
| Club                         | País    | Año       |
| ---------------------------- | ------- | --------- |
| Liverpool                    | Uruguay | 1979−1982 |
| Huracán del Paso de la Arena | Uruguay | 1983-1984 |
| Rampla Juniors               | Uruguay | 1985      |
| Huracán Buceo                | Uruguay | 1986      |
| River Plate                  | Uruguay | 1987      |
| Club Nacional de Football    | Uruguay | 1988      |
| El Tanque Sisley             | Uruguay | 1989      |
| Toshiba F.C                  | Japón   | 1990−1991 |
| Kyoto Sanga FC               | Japón   | 1992−1994 |
| Ventforet Kofu               | Japón   | 1995      |
| Tosu Futures                 | Japón   | 1996−1997 |
| Miramar Misiones             | Uruguay | 1998      |
| Racing                       | Uruguay | 1999      |
| El Tanque Sisley             | Uruguay | 2000      |

### Como entrenador
| Club                | País      | Año  |
| ------------------- | --------- | ---- |
| Miramar Misiones    | Uruguay   | 2010 |
| Caracas Fútbol Club | Venezuela | 2011 |